# Van Omphal

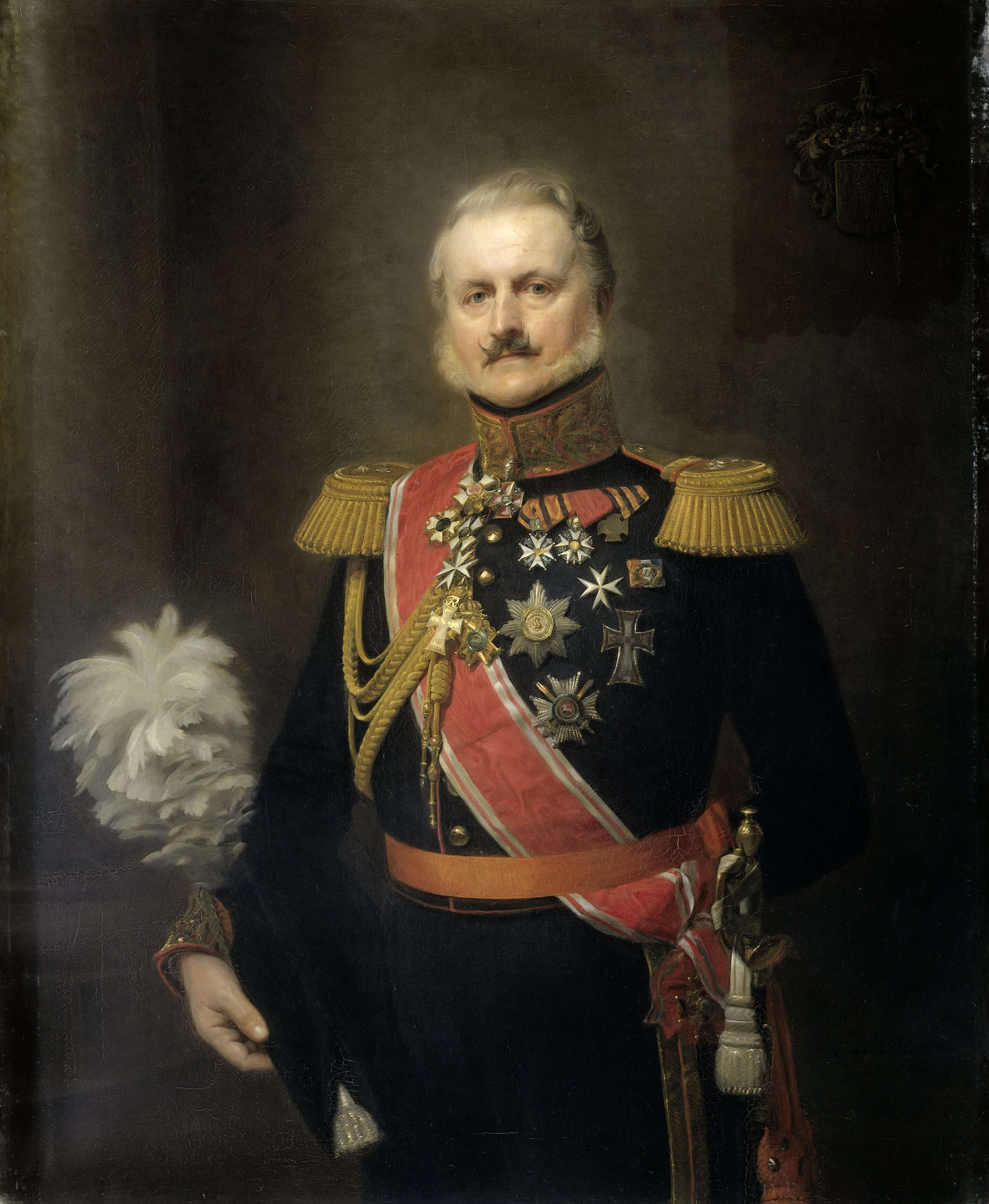
Antonie Frederik Jan Floris Jacob van Omphal

Van Omphal is een geslacht waarvan een lid in 1834 tot de Nederlandse adel ging behoren en dat met hem in 1863 uitstierf.

## Geschiedenis
De stamreeks begint met Bernt Omphal wiens zoon in 1500 werd geboren en in 1559 in de Rijksadelstand werd verheven. Zijn nazaat luitenant-generaal Antonie Frederik Jan Floris Jacob van Omphal (1788-1863) werd bij Koninklijk Besluit van 13 november 1834 ingelijfd in de Nederlandse adel met de titel van baron; aangezien hij ongetrouwd was, stierf met hem het 'adellijke geslacht' in 1863 uit.